# Нурмела, Суло
Суло Нурмела (фин. Sulo Nurmela; 13 февраля 1908 года, Миехиккяля, Великое княжество Финляндское — 13 августа 1999 года, Хамина, Финляндия) — финский лыжник, олимпийский чемпион, трёхкратный чемпион мира.

## Карьера
На Олимпийских играх 1936 года в Гармиш-Партенкирхене, завоевал золотую медаль в эстафетной гонке, в которой бежал первый этап, и закончил его на втором месте, пропустив вперёд норвежца Оддбьёрна Хагена, но на последующих этапах партнёры Нурмелы вывели финнов на первое место. В гонке на 18 км был 7-м.
За свою карьеру участвовал в трёх чемпионатах мира на которых завоевал 3 золотые медали.
После завершения спортивной карьеры работал фермером. Скончался в августе 1999 года.